# Joseph Balderrama
Joseph Balderrama (Mexico-Stad, 1 januari 1986) is een Mexicaans-Brits acteur.

## Levensloop
Balderrama werd geboren in Mexico-Stad en verhuisde naar Engeland toen hij tien was. Als zoon van een Mexicaanse vader en een Amerikaanse moeder ging hij naar Alleyn's School in Dulwich en voltooide zijn A-levels in 1995. Hij studeerde ook in het buitenland aan de Phillips Academy Andover tijdens zijn tijd bij Alleyn's. Hij sloot zich aan bij het National Youth Theatre. Hij studeerde af met een Schotse Master of Arts in Geschiedenis aan de Universiteit van Glasgow in 1999, gevolgd door een driejarig acteerdiploma op een beurs aan de London Academy of Music and Dramatic Art (LAMDA) in 2002.
Na zijn afstuderen aan de toneelschool, maakte Balderrama zijn professionele toneeldebuut als Benvolio in de Engelse Touring Theatre-productie van Romeo en Julia uit 2003. Hij maakte ook zijn televisiedebuut en speelfilmdebuut met kleine rollen in respectievelijk een aflevering van de ITV-politieserie The Vice en de horrorfilm Alien vs. Predator. Balderrama speelde Santiago in de film The Flying Scotsman uit 2006. Hij verscheen in de Oxford Castle-producties van The Merchant of Venice en Hamlet, Accidental Death of an Anarchist in het Mercury Theatre in Colchester, No Such Cold Thing in het Tricycle Theatre in Londen en The Miser in de Royal Exchange in Manchester.
In 2010 speelde Balderrama in Oliver Cotton's Wet Weather Cover in het King's Head Theatre and Arts Theatre, waarvan de laatste Balderrama's debuut in het West End markeerde. Hij had ook rollen in het BBC Four docudrama Canoe Man en de komedie Schizo Samurai Shitzu. Hij verscheen in The White House Murder Case in het Orange Tree Theatre en The Rubber Room in het Old Vic in 2012, en Labyrinth in het Hampstead Theatre en Drones, Baby, Drones in het Arcola Theatre in 2016.
Nadat hij in 2008 begon met werken aan computerspellen en al vroeg in zijn stemwerk, sprak Balderrama stemmen in van Stavo Delgado in Wheelman, Killer Moth in LEGO Batman 2: DC Super Heroes en Sangres in Payday 2. Vervolgens sprak hij Cotter in in Game of Thrones: A Telltale Games Series in 2014 en had hij een kleine rol in de James Bond-film Spectre uit 2015. Balderrama keerde in 2017 terug naar de West End voor All the President's Men in het Vaudeville Theatre en in 2018 naar het Hampstead Theatre voor Dry Powder. Hij speelde James W. Horne in de biografische komediefilm Stan & Ollie uit 2018 en had een terugkerende rol als Tony in het BBC One-drama Press. Hij had nog meer stemrollen in computerspellen, zoals de Engelse nasynchronisatie van Dragon Quest XI, The Crew 2 en Ghost Recon Breakpoint.
In 2020 had Balderrama een terugkerende rol als Tim in de sciencefictionserie Avenue 5 van HBO en Sky One. In 2021 speelde hij in A Fight Against… in het Royal Court Theatre en de computerspel It Takes Two met Annabelle Dowler. Voor de laatste deed Balderrama motion capture en sprak hij de stem in van het hoofdpersonage Cody en Dr. Hakim. Het jaar daarop begon Balderrama Julio Spring te spelen, de vader van Charlie Spring (Joe Locke) in de Netflix-serie Heartstopper en verscheen in de film Uncharted. Balderrama voegde zich bij de cast van de BritBox-serie Hotel Portofino voor het tweede seizoen, dat in 2023 werd uitgezonden, als Luigi Farrino. Datzelfde jaar sprak hij de stem in van de Sorcerer in Diablo IV.

## Filmografie

### Film
Uitgezonderd korte films.
- Alien vs. Predator (2004)
- Alien Autopsy (2006)
- The Flying Scotsman (2006)
- I Want Candy (2007)
- Jack and Jill (2011)
- The Scampi Trail (2013)
- White Collar Hooligan 3 (2014)
- Mortadelo and Filemon: Mission Implausible (2014)
- Capture the Flag (2015)
- Spectre (2015)
- Tad the Lost Explorer and the Secret of King Midas (2017)
- The Current War (2017)
- Stan & Ollie (2018)
- A Shaun the Sheep Movie: Farmageddon (2019)
- Dolittle (2020)
- Uncharted (2022)
- The Batman (2022)
- Tad, the Lost Explorer and the Emerald Tablet (2022)
- Under the Boardwalk (2023)
- The Substance (2024)
- Paddington in Peru (2024)
- F1 (2025)

### Televisie
Uitgezonderd eenmalige gastrollen.
- Schizo Samurai Shitzu (2010) - 5 afl.
- Press (2018) - 3 afl.
- Avenue 5 (2020-2022) - 6 afl.
- Tulipop Tales (2022) - 13 afl.
- Best & Bester (2022) - 13 afl.
- Big Tree City (2022) - 15 afl.
- The Creature Cases (2022-2023) - 20 afl.
- Heartstopper (2022-2024) - 11 afl.
- Hotel Portofino (2023) - 4 afl.
- The Makery (2023) - 25 afl.

### Computerspel
- Haze (2008)
- Wheelman (2009)
- Colin McRae: Dirt 2 (2009)
- APB: All Points Bulletin (2010)
- Operation Flashpoint: Red River (2011)
- 007 Legends (2012)
- LEGO City Undercover (2013)
- Payday 2 (2013)
- Game of Thrones: A Telltale Games Series (2014)
- Dragon Quest XI (2017)
- The LEGO Ninjago Movie Video Game (2017)
- Need for Speed: Payback (2017)
- A Way Out (2018)
- LEGO The Incredibles (2018)
- The Crew 2 (2018)
- Overkill's The Walking Dead (2018)
- Tom Clancy's Ghost Recon Breakpoint (2019)
- Relicta (2020)
- Troy: A Total War Saga (2020)
- It Takes Two (2021)
- Evil Genius 2: World Domination (2021)
- Battlefield 2042 (2021)
- Horizon Forbidden West (2022)
- Triangle Strategy (2022)
- Sniper Elite 5 (2022)
- As Dusk Falls (2022)
- Peppa Pig: World Adventures (2023)
- Diablo IV (2023)
- Aliens: Dark Descent (2023)
- Jagged Alliance 3 (2023)
- Lies of P (2023)
- Transformers: EarthSpark (2023)
- Alan Wake II (2023)
- SuperFuse (2023)
- Helldivers II (2024)
- Unknown 9: Awakening (2024)
- Dragon Age: The Veilguard (2024)
- Dragon Quest III HD-2D Remake (2024)
- Split Fiction (2025)
- Atomfall (2025)

### Podium
- Romeo and Juliet (2003)
- The Merchant of Venice (2006)
- Arabian Nights (2006)
- Hamlet (2006)
- Accidental Death of an Anarchist (2008)
- No Such Cold Thing (2008)
- The Miser (2009)
- Wet Weather Cover (2010)
- The White House Murder Case (2012)
- The Rubber Room (2012)
- Labyrinth (2016)
- Drones, Baby, Drones (2016)
- All the President's Men (2017)
- Dry Powder (2018)
- A Fight Against… (2021)

### Audio
- The Old Man and the Sea (2016)
- DK Life Stories: Nelson Mandela (2019)
- On the Plain of Snakes (2019)